# 所澤站
所澤站（日语：／ Tokorozawa eki */?）是位於日本埼玉縣所澤市楠台一丁目，屬於西武鐵道的鐵路車站。

## 概要
本站有西武鐵道新宿線與池袋線停靠，是往郊區的據點站。本站是埼玉縣內西武鐵道車站中使用者最多的車站。
車站周邊，特別是車站西口，位在プロペ通商店街和大型商業設施所在的所澤市的中心市區。
本站西口站舍曾出現於日本動畫《刀劍神域》的片頭曲畫面中。

### 停靠路線
本站有新宿線（車站編號：SS22）與池袋線（車站編號：SI17）停靠，是兩條路線的轉乘站。由於歷史原因，西武鐵道的資訊圖等以新宿線方向為優先，多寫作「新宿線所澤站」。
此外，池袋線本站＝秋津之間的靠秋津側有往JR武藏野線新秋津站的聯絡線。武藏野線開業後，此聯絡線用於貨物列車，貨物列車廢止後則用來新型車輛搬入與將舊車搬出予其他公司（車輛輸送）。孤立路線多摩川線的車輛出入也需要使用此聯絡線。
新宿線、池袋線包括特急的所有定期旅客營業列車都停靠本站。

## 歷史
- 1895年（明治28年）3月21日 - 開業。
- 1915年（大正4年）4月15日 - 武藏野鐵道開業。川越鐵道負責本站車站業務｡
- 1940年（昭和15年）1月2日 - 本站附近發生武藏野鐵道線列車正面衝突事故。
- 1958年（昭和33年）12月19日 - 新宿線柳瀨信號所 - 所澤間複線化｡
- 1960年（昭和35年）5月25日 - 池袋線秋津 - 所澤間複線化。
- 1963年（昭和38年）11月1日 - 池袋線池袋 - 所澤間導入日本私鐵首次10輛編組列車｡
- 1965年（昭和40年）11月5日 - 池袋線所澤 - 西所澤間複線化｡
- 1967年（昭和42年）10月27日 - 新宿線所澤 - 新所澤間複線化｡
- 1983年（昭和58年）4月5日 - 東口臨時站房與跨線橋啟用。開設東口。
- 1989年（平成元年）
  - 9月11日 - 站內實施大幅改良工程。
  - 11月25日 - 所澤車站大樓、西武綜合資訊處開設｡
- 1990年（平成2年）8月1日 - 北側（本川越、池袋側）的轉乘天橋啟用｡
- 1991年（平成3年）1月27日 - 東口剪票口移動，自由通道啟用[1]。
- 2000年（平成12年）12月22日 - 南口剪票口（西武口）與東口剪票口整合，開設新剪票口（現南口）｡
- 2010年（平成22年）
  - 3月 - 新站房改建工程動工[2]。
  - 7月23日 - 配合新駅站工程，關閉西口剪票口，所澤車站大樓1樓開設臨時西口剪票口。
- 2012年（平成24年）
  - 3月8日 - 新跨站式站房部分（西口與剪票口）啟用。廢除連接臨時西口剪票口與月台中央的天橋[3]。剪票口旁開設站內超商TOMONY（日语：TOMONY）。
  - 6月12日 - Emio（日语：Emio）所澤（I期、付費區外）開幕[4]。
  - 11月27日 - 東口到新站房的通道、新站房廁所啟用[3]。Emio所澤（II期、付費區內）開幕。南口剪票口廢止。
- 2013年（平成25年）
  - 4月26日 - 屋頂庭園與南口自由通道至新站房的連絡通道完成。
  - 6月 - 車站改良工程完工[5]。
- 2018年（平成30年）3月2日 - 東口車站大樓「Grand Emio（グランエミオ）所澤」開幕。Emio、所澤車站大樓2018年2月25日閉店。
- 2020年（令和2年）9月上旬 - 預定Grand Emio所澤第II期開幕。同時南口剪票口啟用[6]。

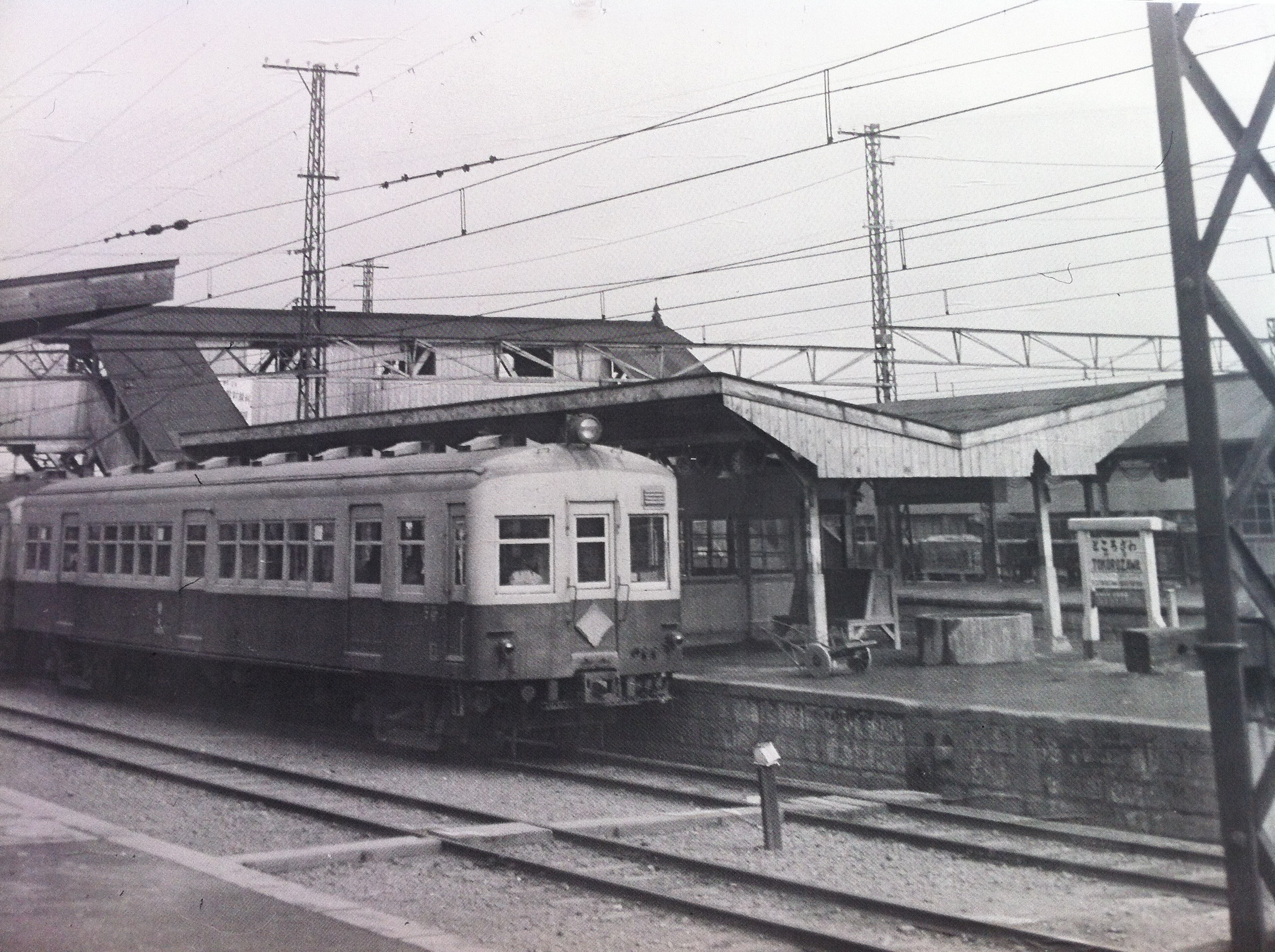
1952年的所澤站
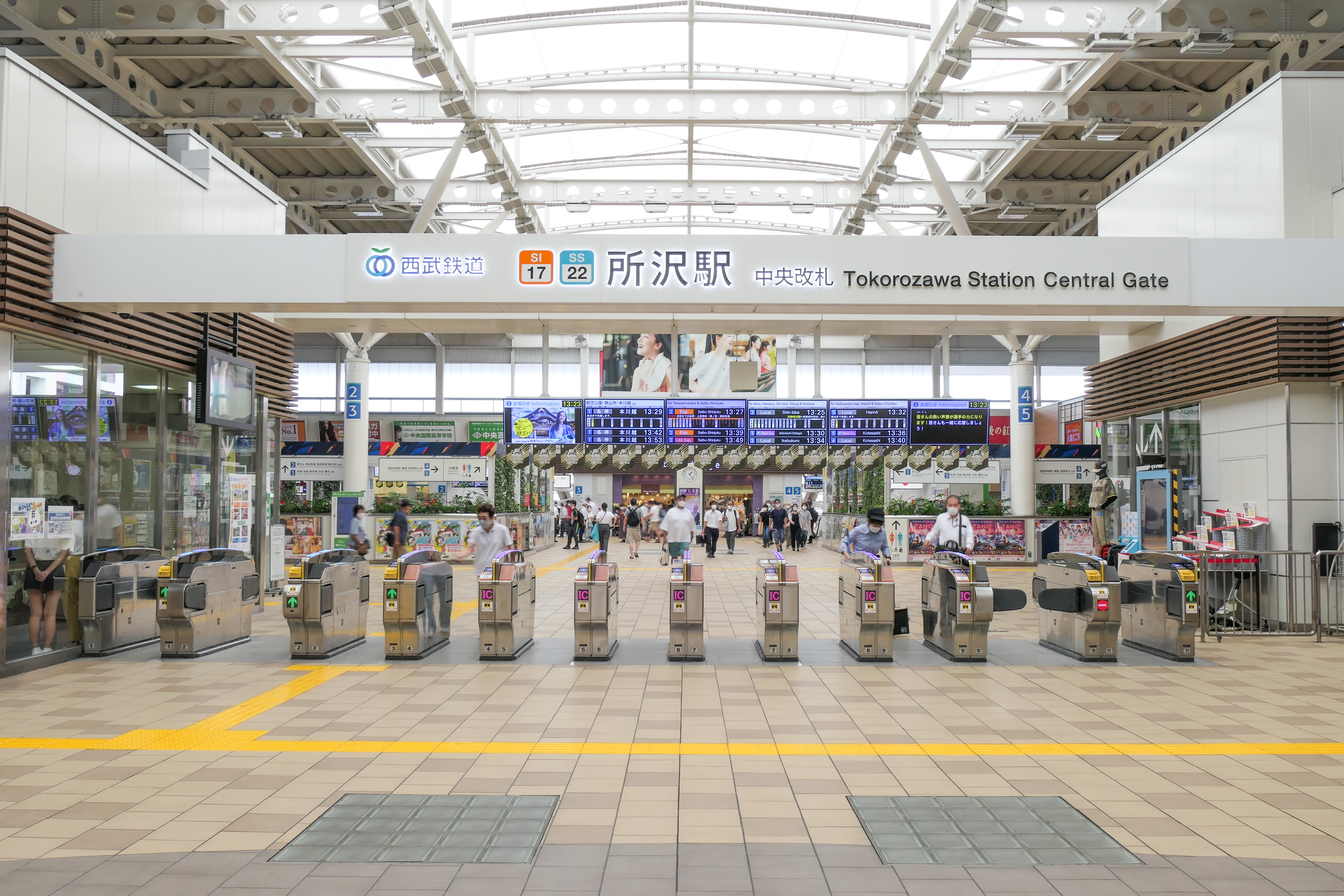
中央閘口（2022年8月）
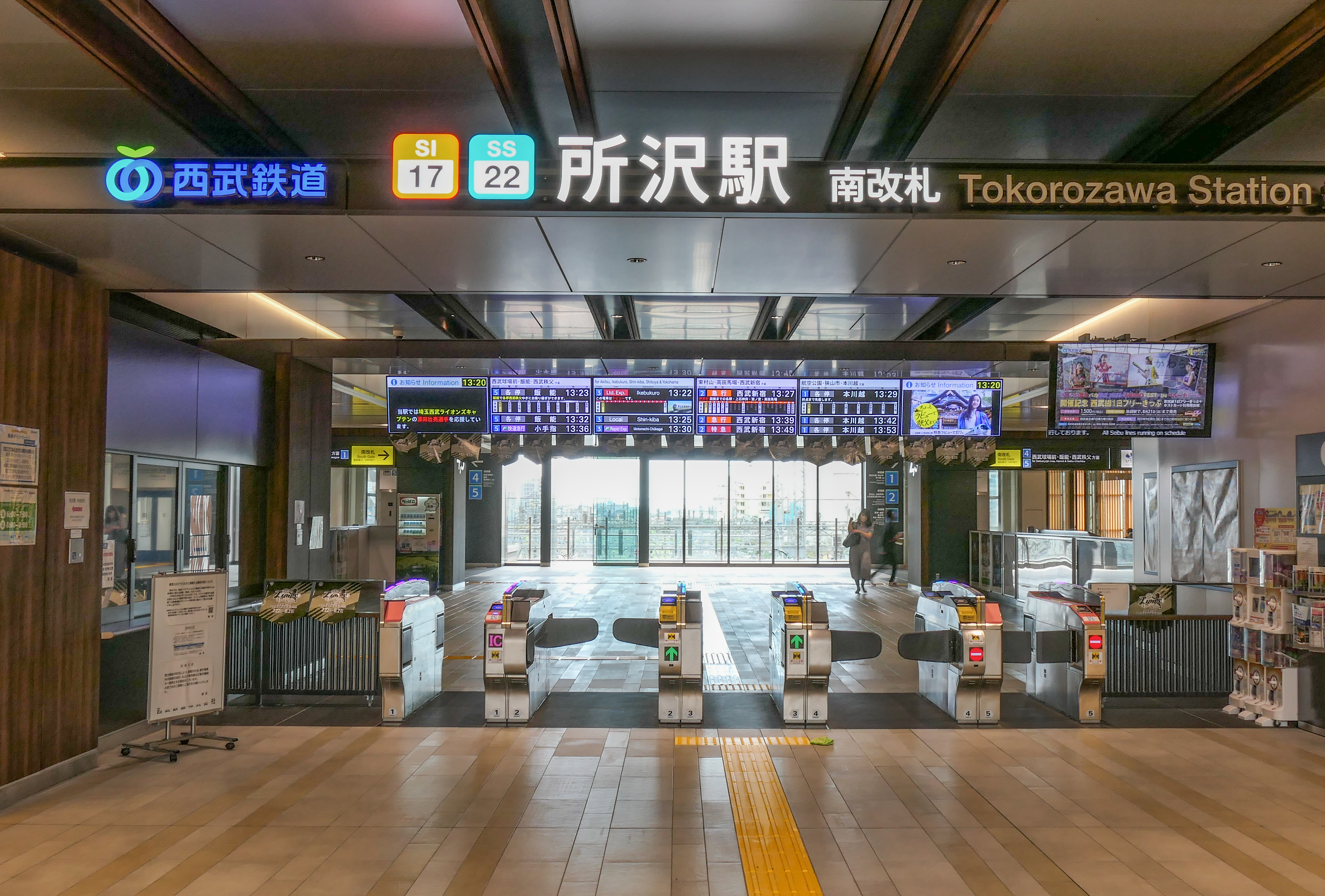
南閘口（2022年8月）
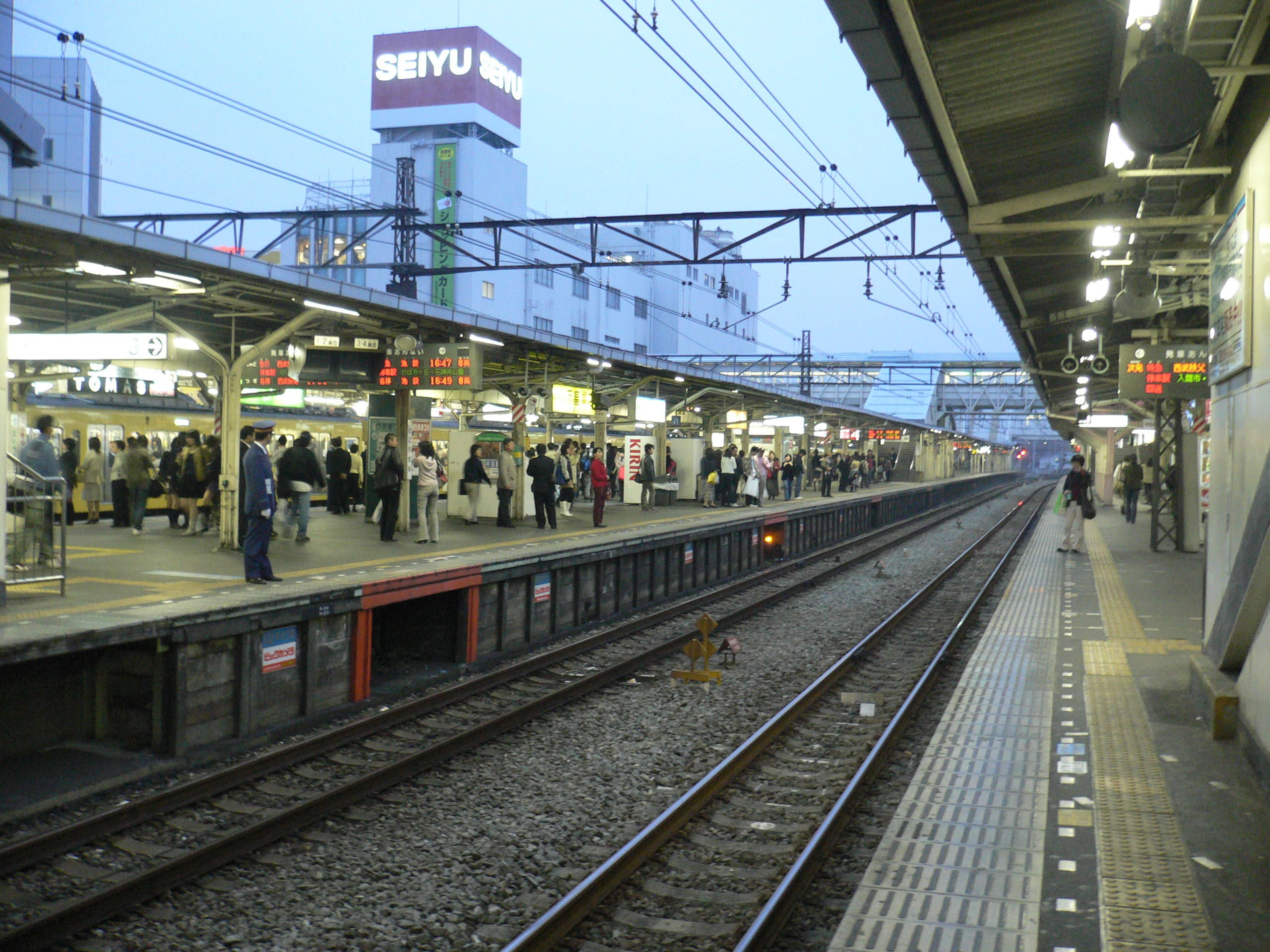
站內（2005年11月3日）
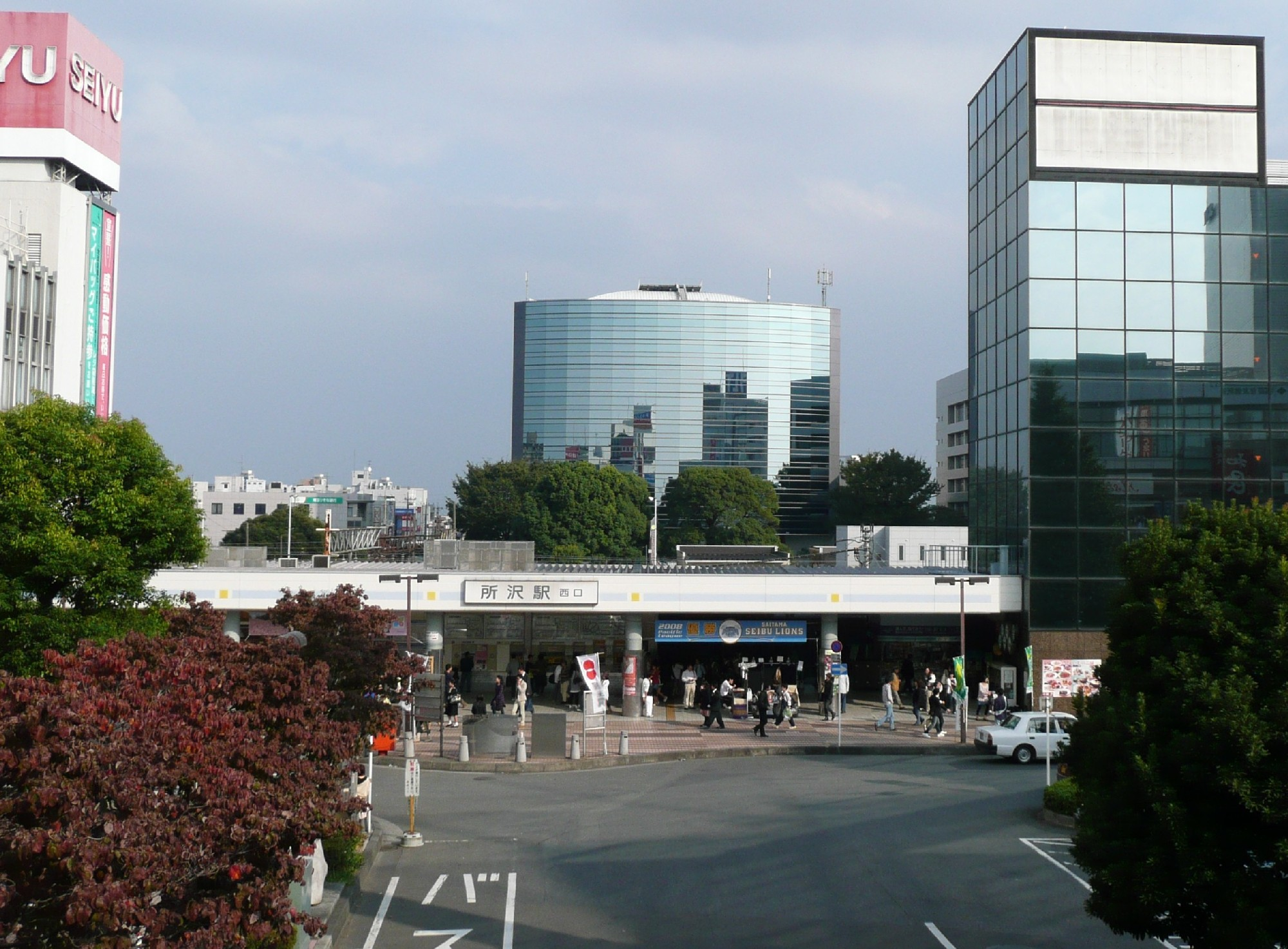
西口（2008年10月）
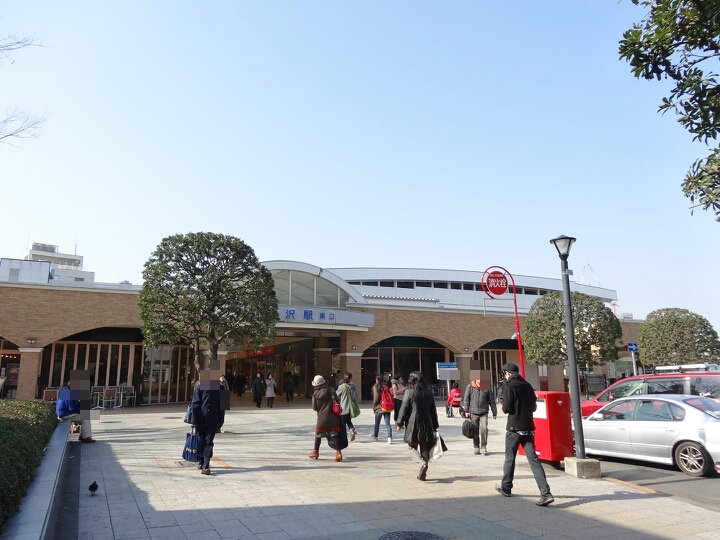
東口（2014年2月）
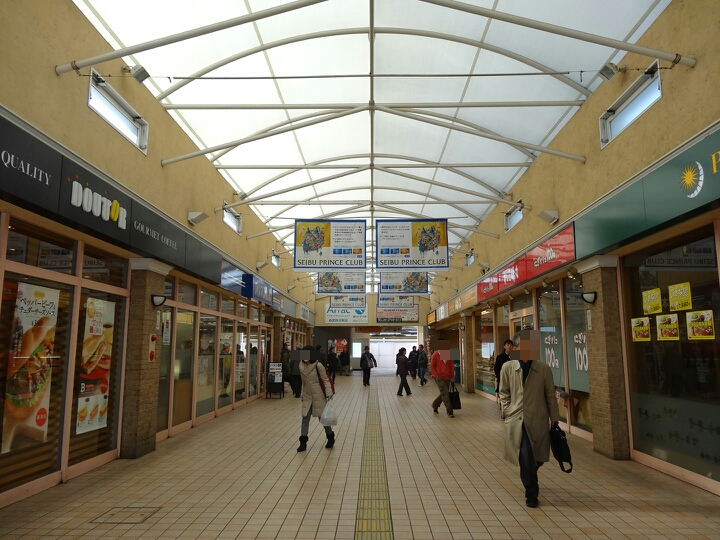
東口通道（2014年2月）

## 車站構造
本站為由側式月台1面1線、島式月台2面4線組成的地面車站。有3個行人天橋。新宿線與池袋線上下線順序相反，乘客容易混淆。本站的1號車方向，在池袋線以下行側（飯能方向）為基準，而新宿線則以上行側（西武新宿方向）為基準。受惠於站內配線，西武可開出「西武新宿發往西武球場前」「本川越發往西武球場前」等各種班次。2008年以前，站名標未標註前一站。
中央月台是上行池袋、西武新宿方向月台。因此池袋線列車與新宿線列車時常實施列車接續。先建設的新宿線在本站前後為一直線，池袋線為了與新宿線轉乘因此車站前後皆為彎道。
月台之間有3座天橋相連，東村山、西所澤側的天橋有通往東口、南口的剪票口（2012年11月27日廃止）。2012年3月8日月台中央的天橋廢止，新跨站式站房部份啟用，此處的剪票口可通往西口。航空公園、秋津側的天橋沒有檢票口。6月，付費區外的站中店鋪「Emio所澤」開幕，共有13店鋪。11月，檢票口合併為一處，付費區內開設七間Emio店鋪，並新設階梯與電扶梯。付費區外透過新跨站站房可前往東口。2018年3月2日起「Grand Emio所澤」全新開幕，新設直通東口大樓的剪票口（IC卡專用，開放時間以東口大樓開店時間為準）。
廁所在1號月台上與東口剪票口外、多功能廁所原先僅設在東口剪票口外，2012年11月27日整合至新跨站式站房付費區內，並設置西武鐵道第一座兒童廁所。

### 月台配置

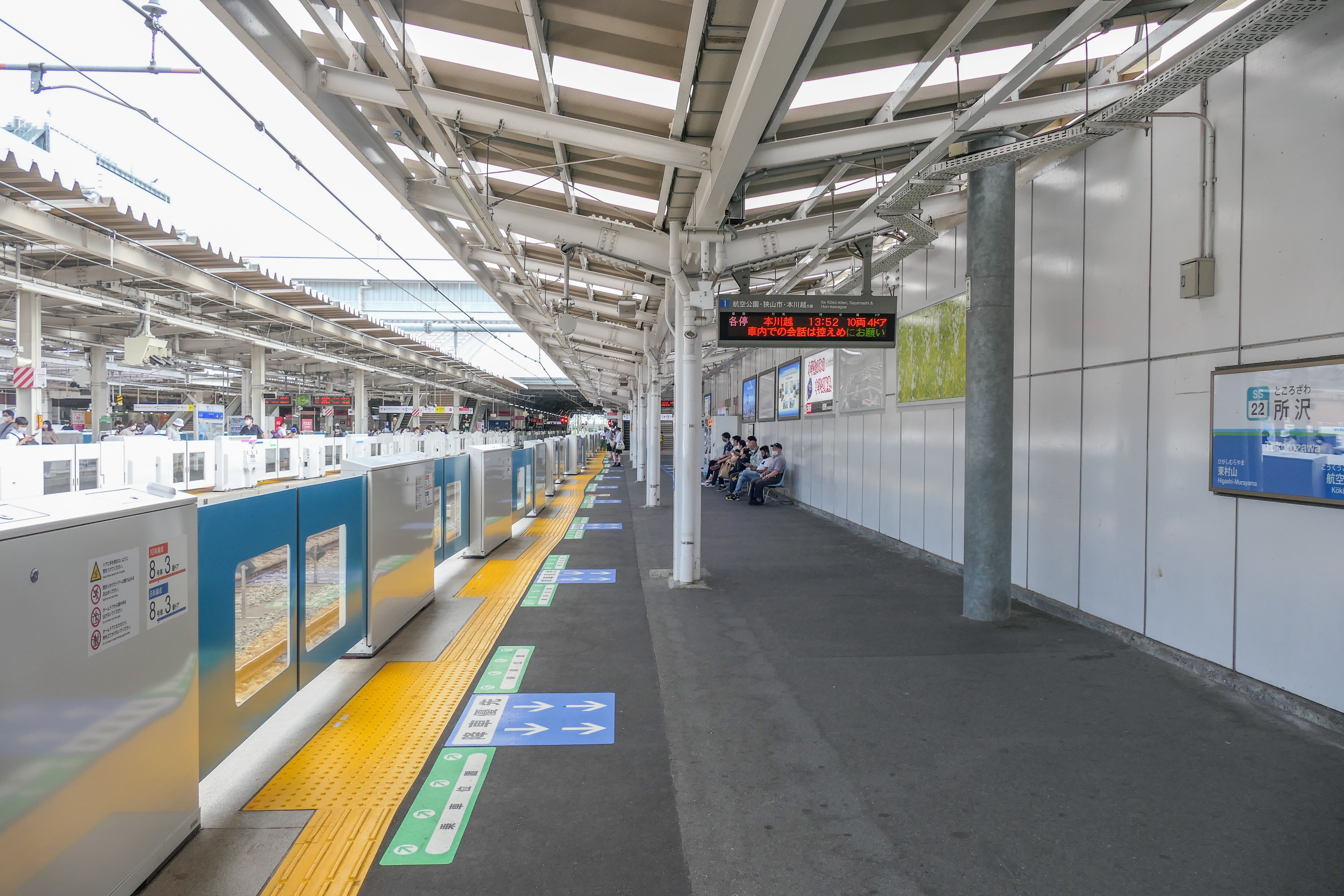
1號月台（2022年7月）
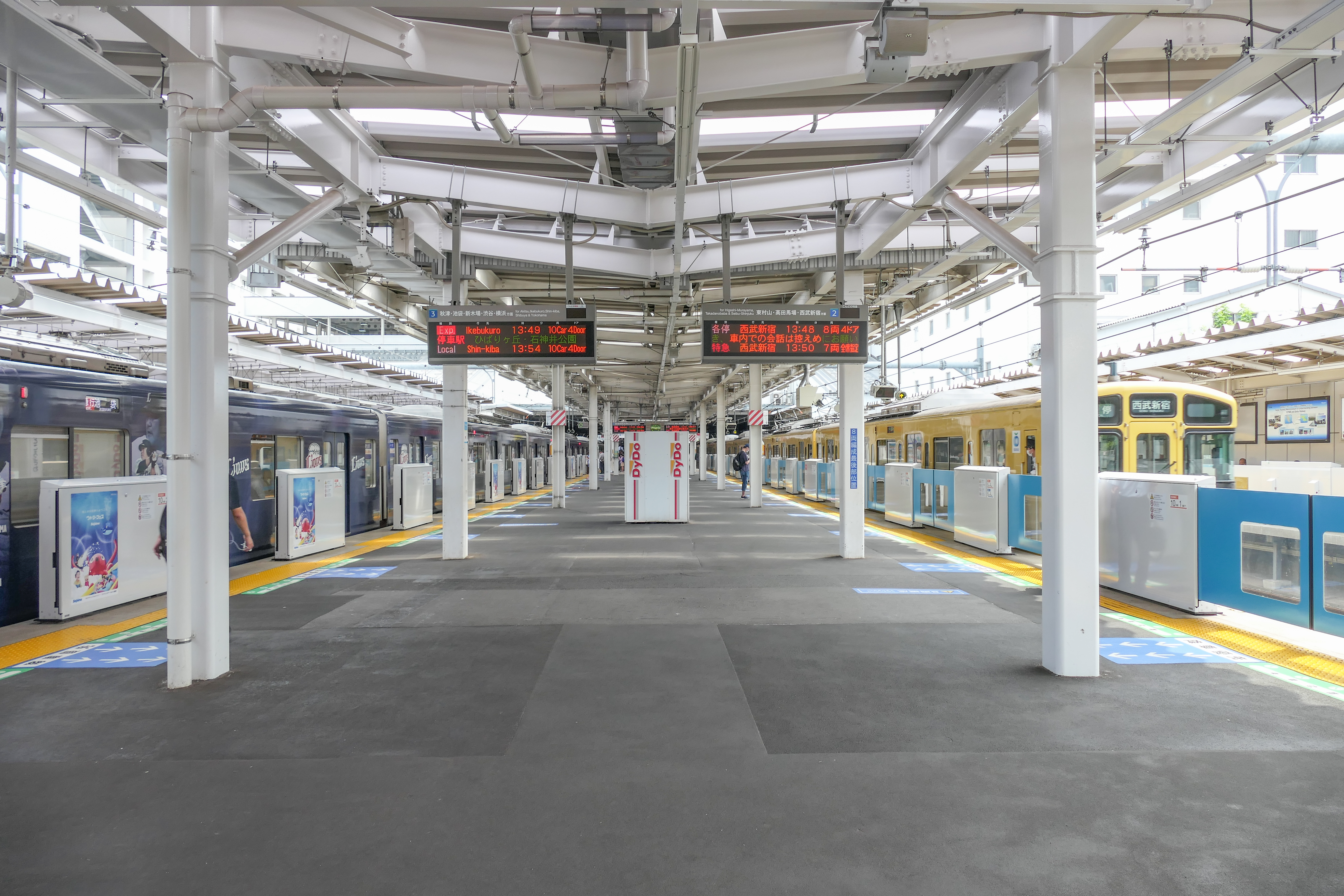
2・3號月台（2022年7月）
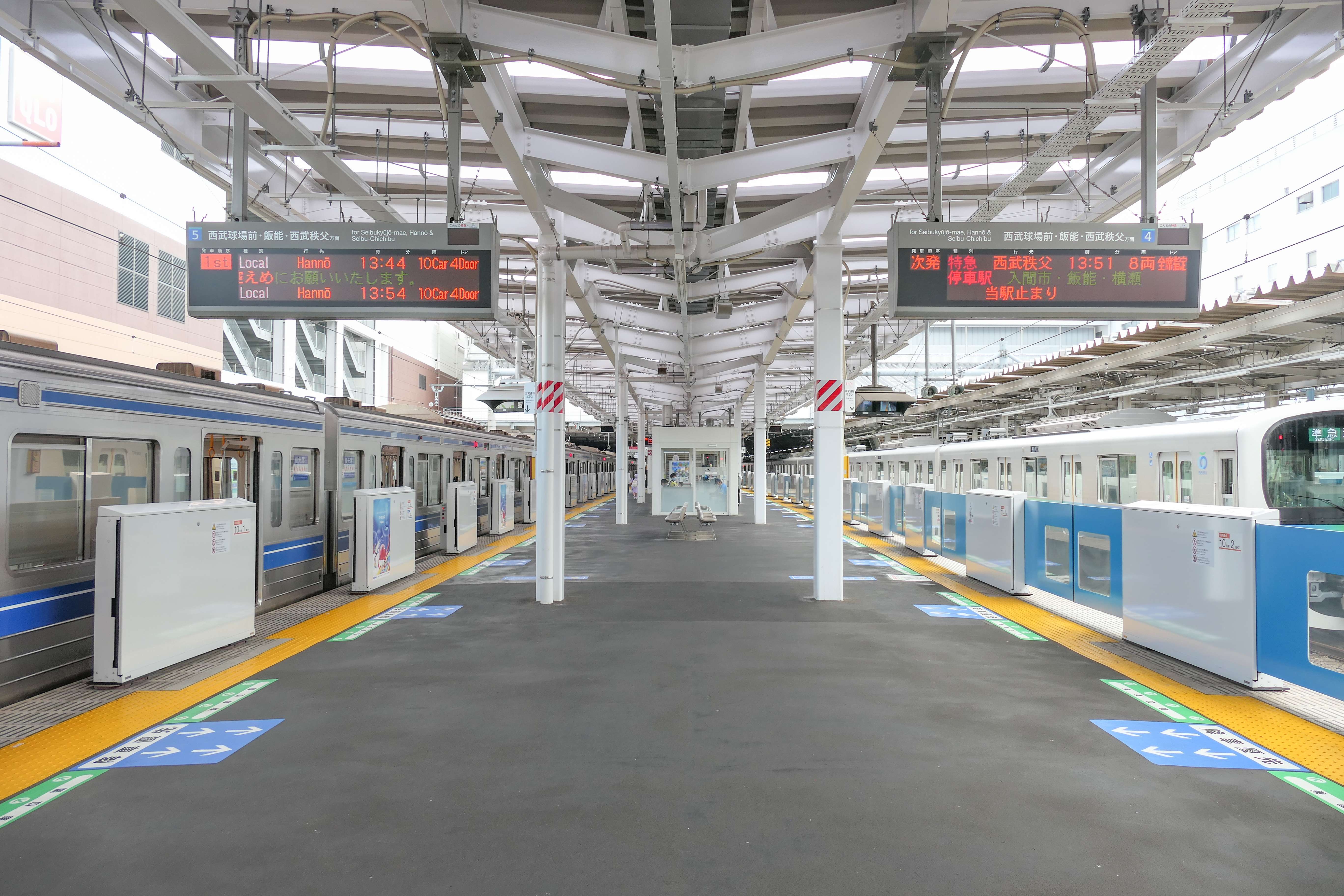
4・5號月台（2022年7月）

| 月台 | 路線   | 方向 | 目的地                                                 |
| ---- | ------ | ---- | ------------------------------------------------------ |
| 1    | 新宿線 | 下行 | 航空公園、狹山市、本川越方向                           |
| 2    | 新宿線 | 上行 | 東村山、高田馬場、西武新宿方向 直通國分寺線 國分寺方向 |
| 3    | 池袋線 | 上行 | 秋津、池袋、新木場、澀谷、橫濱方向                     |
| 4、5 | 池袋線 | 下行 | 西武球場前、飯能、西武秩父方向                         |

### 配置圖
| | ↑ 西武球場前、飯能、秩父 方向                                |                        |
| ← 東村山 、新宿、 國分寺 方向 | 西武鐵道 所澤站 鐵道配線略圖                                 | → 狹山市、 本川越 方向 |
| | ↓ 池袋、澀谷、新木場、元町·中華街 方向 ■新秋津（甲種輸送用） |                        |
| 图例 参考文献：* 以下を参考に作成。 ** 電気車研究会、『鉄道ピクトリアル』、第52巻第4号 通巻第716号「【特集】西武鉄道」、 2002年4月 臨時増刊号、巻末折込「西武鉄道 配線略図 （2001年12月15日現在）」、 および、小松丘、「西武鉄道 沿線観察」、図-6「所沢の配線と進入・発車可能番線」、137頁。 ** 西武鉄道公式ホームページ 所沢駅 駅構内マップ |                                                              |                        |

## 利用狀況
2016年度1日平均上下車人次為99,994人（西武鐵道全部92個車站當中排行第7位）。此值不包括新宿線、池袋線之間的轉乘客。
- 新宿線內僅次於高田馬場站、西武新宿站排行第3位。
- 池袋線內僅次於池袋站、練馬站排行第3位。

近年1日平均上下車人次和上車人次的推移如下表。
| 年度               | 1日平均 上下車人次 | 1日平均 上車人次 | 來源   |
| ------------------ | ------------------ | ---------------- | ------ |
| 1997年（平成09年） | 89,212             |                  |        |
| 1998年（平成10年） | 87,570             |                  |        |
| 1999年（平成11年） | 87,081             |                  |        |
| 2000年（平成12年） | 87,558             |                  | [ 13 ] |
| 2001年（平成13年） | 89,552             |                  | [ 14 ] |
| 2002年（平成14年） | 90,993             | 45,545           | [ 15 ] |
| 2003年（平成15年） | 91,860             | 46,119           | [ 16 ] |
| 2004年（平成16年） | 91,309             | 45,819           | [ 17 ] |
| 2005年（平成17年） | 91,815             | 46,054           | [ 18 ] |
| 2006年（平成18年） | 92,735             | 46,506           | [ 19 ] |
| 2007年（平成19年） | 94,709             | 47,223           | [ 20 ] |
| 2008年（平成20年） | 96,321             | 48,120           | [ 21 ] |
| 2009年（平成21年） | 96,156             | 48,016           | [ 22 ] |
| 2010年（平成22年） | 94,827             | 47,172           | [ 23 ] |
| 2011年（平成23年） | 93,399             | 46,675           | [ 24 ] |
| 2012年（平成24年） | 95,309             | 47,562           | [ 25 ] |
| 2013年（平成25年） | 96,485             | 48,107           | [ 26 ] |
| 2014年（平成26年） | 95,772             | 47,779           | [ 27 ] |
| 2015年（平成27年） | 97,662             |                  |        |
| 2016年（平成28年） | 99,994             |                  |        |

近年按路線上下車人次的推移如下表。
| 年度               | 新宿線 | 池袋線 | 轉車人次 |
| ------------------ | ------ | ------ | -------- |
| 2003年（平成15年） | 40,632 | 51,228 | 118,778  |
| 2004年（平成16年） | 40,136 | 51,173 | 118,496  |
| 2005年（平成17年） | 40,087 | 51,728 | 118,218  |
| 2006年（平成18年） | 40,200 | 52,535 | 118,868  |
| 2007年（平成19年） | 40,883 | 53,726 | 118,882  |
| 2008年（平成20年） | 41,513 | 54,808 | 120,003  |
| 2009年（平成21年） | 41,127 | 55,029 | 118,541  |
| 2010年（平成22年） | 40,453 | 54,374 | 116,170  |
| 2011年（平成23年） | 39,830 | 53,569 | 116,559  |
| 2012年（平成24年） | 40,115 | 55,194 | 116,602  |
| 2013年（平成25年） | 39,872 | 56,613 | 118,026  |
| 2014年（平成26年） | 39,238 | 56,534 | 116,717  |
| 2015年（平成27年） | 39,728 | 57,934 | 118,170  |

## 車站周邊

### 東出口
- 西武鐵道總公司
- 西武巴士總公司（西武鐵道所澤第二大樓、楠木禮堂）
- 所沢站東口郵局
- 所沢中央病院
- 埼玉里索納銀行所沢東口出張所
- 武藏野銀行所沢站前支店
- 飯能信用金庫所沢東支店
- 西武巴士所沢営業所

### 西出口
- 西武所澤車站大樓
  - 星巴克
  - Mister Donut
  - 中国料理 獅子
  - 七竈
  - 芳林堂書店

- 西武百貨店所澤S.C.店（WALTZ）

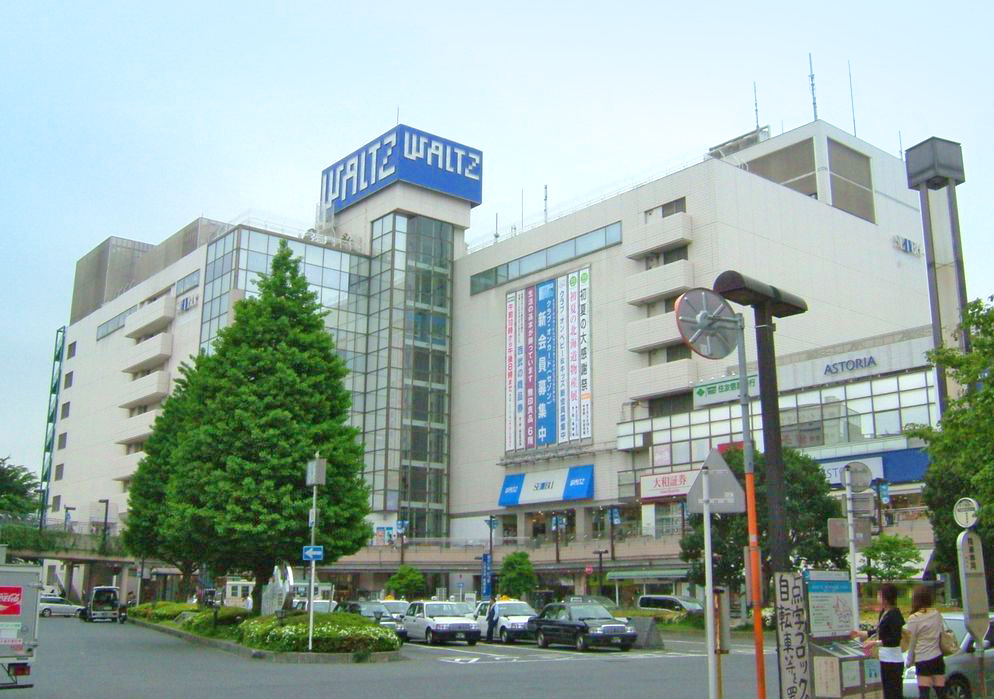
西武百貨店所澤S.C.店（WALTZ）

- 西友所澤店（1982年西武獅子隊初次優勝時、隊員們在店頭撒啤酒。）
- 螺旋槳通商圈（來自飛行器的螺旋槳（propeller）。以前所澤有陸軍所澤機場。
  - 所澤站前交番
  - 松本清公司
  - 麥當勞
- 法爾芒通商圏（商店街）
  - 麥當勞所澤東町店
  - 大榮所沢店
    - 最好電器
    - 湯澤屋
    - 安利美特
- 西武鐵道所澤車輛工場跡
- 瑞穗銀行
- 三井住友銀行
- 三菱東京UFJ銀行
- 飯能信用金庫所沢支店
- 埼玉里索納銀行所沢支店

## 公車客運
全市區公車是西武巴士營運。

### 東出口
- 1番乘場
  - 機場聯絡公車：往羽田機場(和東京空港交通聯運)
  - 機場聯絡公車：往成田機場(和京成巴士聯運)
- 2番乘場
  - 清66：往清瀨站北出口
  - 所52：往志木站南出口
  - 所53-1：經所澤車檢場、往Est城市所澤
  - 所59：經所澤東高校、往Est城市所澤
  - 所55：往東所澤站
- 3番乘場
  - 所57：經航空公園站、往Est城市所澤
  - 所56：往航空公園站
  - 大34：往大宮站西出口
  - 所58-1：往上福岡站西出口
  - 久11-1：往久米川站
  - 所46：往清瀨站南出口
- 高速公車
  - 經京都站、大阪站、往三宮站
  - 往名鐵巴士中心(名鐵名古屋站)

### 西出口
- 1番乘場
  - 所20-1：往並木通團地
- 2番乘場
  - 所18：往西武園站
  - 所18-1：往西武園遊樂園
- 3番乘場
  - 所16：往早稻田大學（所澤校區）
  - 所17：往椿峰新城市
  - 所巴士：經市民醫療中心、航空公園站循還、經西武球場前站、航空公園站循環、經西武園站、所澤站西出口循環

## 相鄰車站
西武鐵道
 新宿線
- ■特急「小江戶」停車站

■通勤急行（只限上行）
東村山（SS21） ← 所澤（SS22） ← 新所澤（SS24）
■急行、■準急、■各站停車
東村山（SS21）－所澤（SS22）－航空公園（SS23）
 池袋線
- ■特急「秩父」「武藏」、■臨時特急「巨蛋」停車站

■快速急行
雲雀之丘（SI13）－所澤（SI17）－小手指（SI19）
■急行（西所澤側方向自此站起各站停車）
雲雀之丘（SI13）－所澤（SI17）－西所澤（SI18）
■通勤急行（只限上行，至此站為止各站停車）
東久留米（SI14） ← 所澤（SI17） ← 西所澤（SI18）
■快速、■通勤準急、■準急、■各站停車（通勤準急只限上行）
秋津（SI16）－所澤（SI17）－西所澤（SI18）

## 腳註
1. ↑  『会社要覧』西武鉄道株式会社、1999年、100-103頁
2. ↑  所沢駅改良工事のご案内 工事の順序 （页面存档备份，存于） - 西武鉄道
3. 1 2 3  3月8日（木）、所沢駅新橋上駅舎の一部を供用開始しますPDF - 西武鉄道ニュースリリース 2012年2月16日
4. ↑  「西武鉄道駅ナカ・駅チカ商業施設Emio（エミオ）お客さまに選ばれる沿線を目指して積極展開を図ります」PDF （ニュースリリース） - 西武プロパティーズ（2012年3月1日）
5. ↑  2013/07/01 2013年6月末にすべての所沢駅改良工事が完了しました。 （页面存档备份，存于） - 西武鉄道
6. ↑  2020年9月上旬「グランエミオ所沢」第Ⅱ期開業　キーテナント9店舗決定のお知らせ （页面存档备份，存于） - 西武ホールディングス
7. 1 2 3 4  所沢駅 駅構内マップ （页面存档备份，存于） - 西武鉄道
8. ↑  駅別乗降人員 2015（平成27）年度 1日平均PDF - 西武鉄道
9. ↑  埼玉県統計年鑑 （页面存档备份，存于）
10. ↑  .   [2017-06-15]. （原始内容存档于2017-07-30）.
11. ↑  各種報告書 （页面存档备份，存于） - 関東交通広告協議会
12. ↑  .   [2017-06-15]. （原始内容存档于2017-07-20）.
13. ↑  .   [2017-06-15]. （原始内容存档于2020-02-02）.
14. ↑  .   [2017-06-15]. （原始内容存档于2020-02-02）.
15. ↑  .   [2017-06-15]. （原始内容存档于2020-02-02）.
16. ↑  .   [2017-06-15]. （原始内容存档于2020-02-02）.
17. ↑  .   [2017-06-15]. （原始内容存档于2020-02-02）.
18. ↑  .   [2017-06-15]. （原始内容存档于2020-02-02）.
19. ↑  .   [2017-06-15]. （原始内容存档于2020-02-02）.
20. ↑  .   [2017-06-15]. （原始内容存档于2020-02-02）.
21. ↑  .   [2017-06-15]. （原始内容存档于2020-02-02）.
22. ↑  .   [2017-06-15]. （原始内容存档于2020-02-02）.
23. ↑  .   [2017-06-15]. （原始内容存档于2020-02-02）.
24. ↑  .   [2017-06-15]. （原始内容存档于2020-02-02）.
25. ↑  .   [2017-06-15]. （原始内容存档于2020-02-02）.
26. ↑  .   [2017-06-15]. （原始内容存档于2020-02-02）.
27. ↑  .   [2017-06-15]. （原始内容存档于2020-02-02）.
28. ↑  各種報告書 （页面存档备份，存于） - 関東交通広告協議会

## 外部連結
- 所澤 - 西武鐵道